# Psiloritis
Psiloritis (též Idi, řecky Ψηλορείτης, 2456 m n. m.) je hora v pohoří Idi v centrální části řeckého ostrova Kréta. Nachází se na území regionální jednotky Rethymno asi 5,5 km východoseverovýchodně od vesnice Fourfouras a 35 km jihozápadně od města Iraklio. Vrchol je místem dalekého rozhledu. Psiloritis je nejvyšší horou pohoří Idi i celé Kréty a nejprominentnější horou celého Řecka.
Na vrchol lze vystoupit po značených turistických cestách z několika směrů, například z vesnice Fourfouras či Anogia.